# Heteropoda jaegerorum
Heteropoda jaegerorum là một loài nhện trong họ Sparassidae.
Loài này thuộc chi Heteropoda. Heteropoda jaegerorum được Peter Jäger miêu tả năm 2008.